# Gordan Bunoza
Gordan Bunoza (n. 5 februarie 1988, Ljubuški, Iugoslavia) este un fotbalist bosniac care evoluează la clubul Pandurii Târgu Jiu pe postul de fundaș.